# Sporisorium cornutum
Sporisorium cornutum är en svampart som först beskrevs av Syd. & P. Syd., och fick sitt nu gällande namn av Vánky 1993. Sporisorium cornutum ingår i släktet Sporisorium och familjen Ustilaginaceae.   Inga underarter finns listade i Catalogue of Life.